# Jacob Jensen

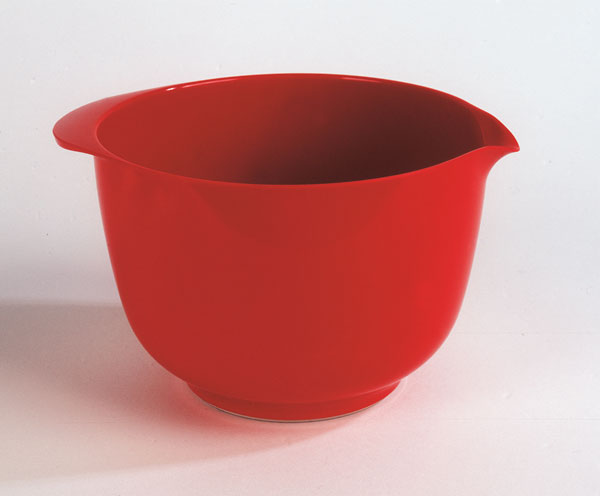
Rostis Margretheskål av Jacob Jensen.

Jacob Jensen, född 29 april 1926 i Köpenhamn, död 15 maj 2015 i Skive, var en dansk industridesigner. Han skapade Margretheskålen och är mest känd för sitt arbete för Bang & Olufsen. 1958 grundade han den egna byrån Jacob Jensen Design i Frederiksberg. Jensen har formgivit över 500 produkter, däribland telefoner, klockor, vågar, glasögon och radioapparater.
Jensen finns representerad vid bland annat Museum of Modern Art, Nationalmuseum, Röhsska museet, Victoria and Albert Museum, British Museum, Tekniska museet.